# دائرة فورت ليبرتي
دائرة فورت ليبرتي هي إحدى الدوائر الأربع في الإدارة الشمال شرقية في هايتي، يبلغ عدد سكانها 51,550 في إحصائيات أغسطس 2003، تتبعها ثلاث بلديات، ورمزها البريدي يبدأ بالرقم 21.